# Svensk Pantbelåning

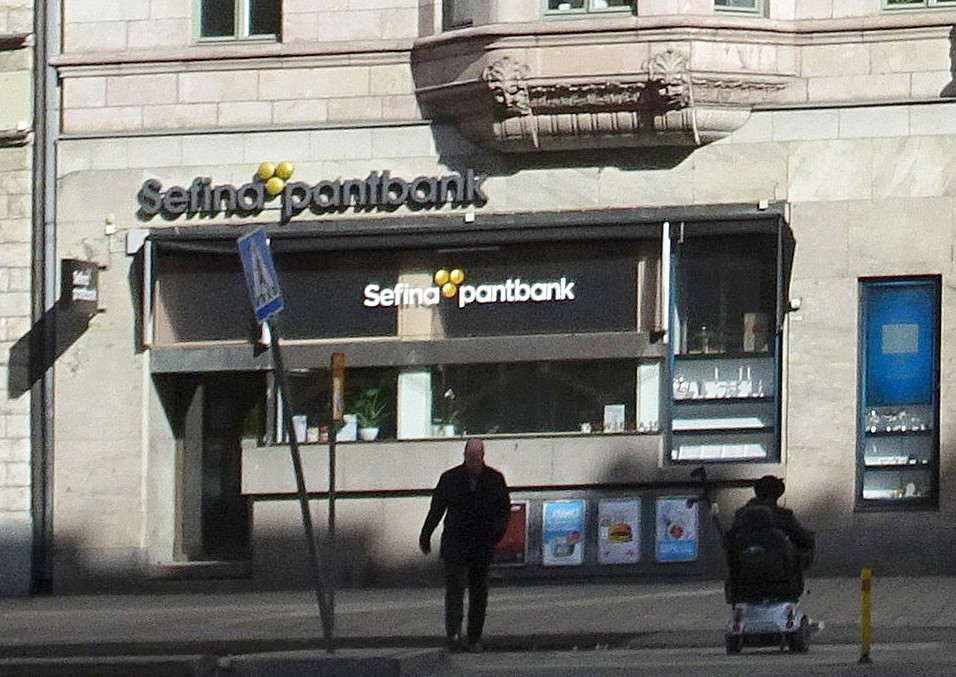
Sefina Pantbank, Birger Jarlsgatan 12, Stockholm.

Sefina Svensk Pantbelåning även kallat Sefina Pantbank är Nordens största pantbank. Affärsidén är att låna ut pengar till privatpersoner över 18 år med lös egendom som säkerhet. Företaget grundades 1884 av Oscar Swartling. År 1994 köptes det upp av det amerikanska bolaget Cash America, vilket år 2004 sålde det till det engelska bolaget Rutland. I augusti 2007 sålde Rutland det vidare till finska Preato Capital som äger Finlands största pantbank Helsingfors Pant och Helsingfors Auktionskammare.  Sista december 2010 köptes Sefina av Dollar Financial Group (DFG) som har sitt säte i Berwyn utanför Philadelpia i USA. Svensk Pantbelåning (SPB) bytte i november 2009 namn till Sefina Svensk Pantbelåning. Företaget har kontor i Stockholm, Göteborg, Malmö, Södertälje, Uppsala, Västerås, Norrköping, Lund, Gävle, Jönköping, Borås och Örebro.  